# Jeanne d'Angleterre (1165-1199)
Pour les articles homonymes, voir Jeanne d'Angleterre.
Jeanne d'Angleterre est une princesse anglaise qui fut reine de Sicile puis comtesse de Toulouse.

## Biographie
Jeanne, née au château d'Angers en 1165, est la fille du roi Henri II d'Angleterre, et d'Aliénor d'Aquitaine. Deux de ses frères, Richard Cœur de Lion et Jean sans Terre, furent rois d’Angleterre.
Aliénor d’Aquitaine confie son éducation à l’abbaye de Fontevraud.
Le 13 février 1177, elle épouse en premières noces à Palerme le roi Guillaume II de Sicile dont elle aurait eu un fils selon Robert de Torigni, Bohémond (Boamundus). Elle est couronnée reine de Sicile le jour même.
Veuve en 1189, elle accompagne son frère Richard Cœur de Lion, qui participe à la troisième croisade, en Terre sainte. Le roi envisage même de la marier à Al-Adel, frère de Saladin et de confier aux deux époux le royaume de Jérusalem, mais Jeanne refuse d'épouser un prince musulman et Saladin refuse d'autoriser son frère à se convertir au christianisme, ce qui met fin au projet. Revenu de Terre Sainte, Richard, qui a des prétentions sur le comté de Toulouse, ne peut les défendre par les armes, occupé à combattre Philippe Auguste, et préfère se faire un allié du comte Raymond VI de Toulouse en lui donnant sa sœur en mariage, avec en dot l'Agenais et le Quercy.
Elle épouse donc, en octobre 1196, à Rouen et en secondes noces, Raymond VI (VIII), comte de Toulouse († 1222) dont elle a :
- Raymond VII (IX) (1197 - 1249) ;
- Jeanne (1198 - 1255) mariée à Bernard, Seigneur de la Tour[4] ;
- un enfant né et mort le 24 septembre 1199.

Elle n'est pas une comtesse passive, mais son mariage n'est pas heureux. En mars 1199, alors que son mari règle un litige en Provence, un vassal du Lauragais se révolte et Jeanne vient elle-même assiéger le château. 
Après la défection de ses troupes, elle doit fuir ses États et tente de se mettre sous la protection de son frère Richard Cœur de Lion. Lorsqu'elle apprend la mort de ce dernier, elle se réfugie auprès de sa mère à Niort. Aliénor la confie alors, enceinte, aux moniales de Fontevraud. Peu avant son accouchement elle rejoint sa mère à Rouen, à la cour de Jean sans Terre. Malade, épuisée et sur le point de mourir, elle obtient, par une dérogation exceptionnelle de l'archevêque de Canterbury, l'autorisation de prendre le voile des religieuses de Fontevraud, alors qu'elle est mariée. Elle meurt en couches à trente-quatre ans, le 24 septembre 1199. L'enfant, né par césarienne, ne lui survit que de peu. Aliénor fait transporter le corps de Jeanne à Fontevraud où elle est  inhumée parmi les moniales,.
Le médiéviste Martin Aurell a récemment mis en évidence que le quatrième gisant de Fontevraud, en bois polychrome, longtemps attribué à Isabelle d'Angoulême, est en réalité le gisant de Jeanne,.